# Саммит АТЭС 2012

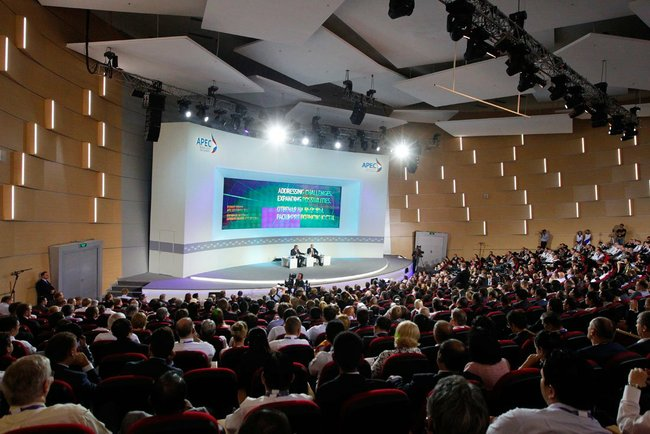
Пленарное заседание

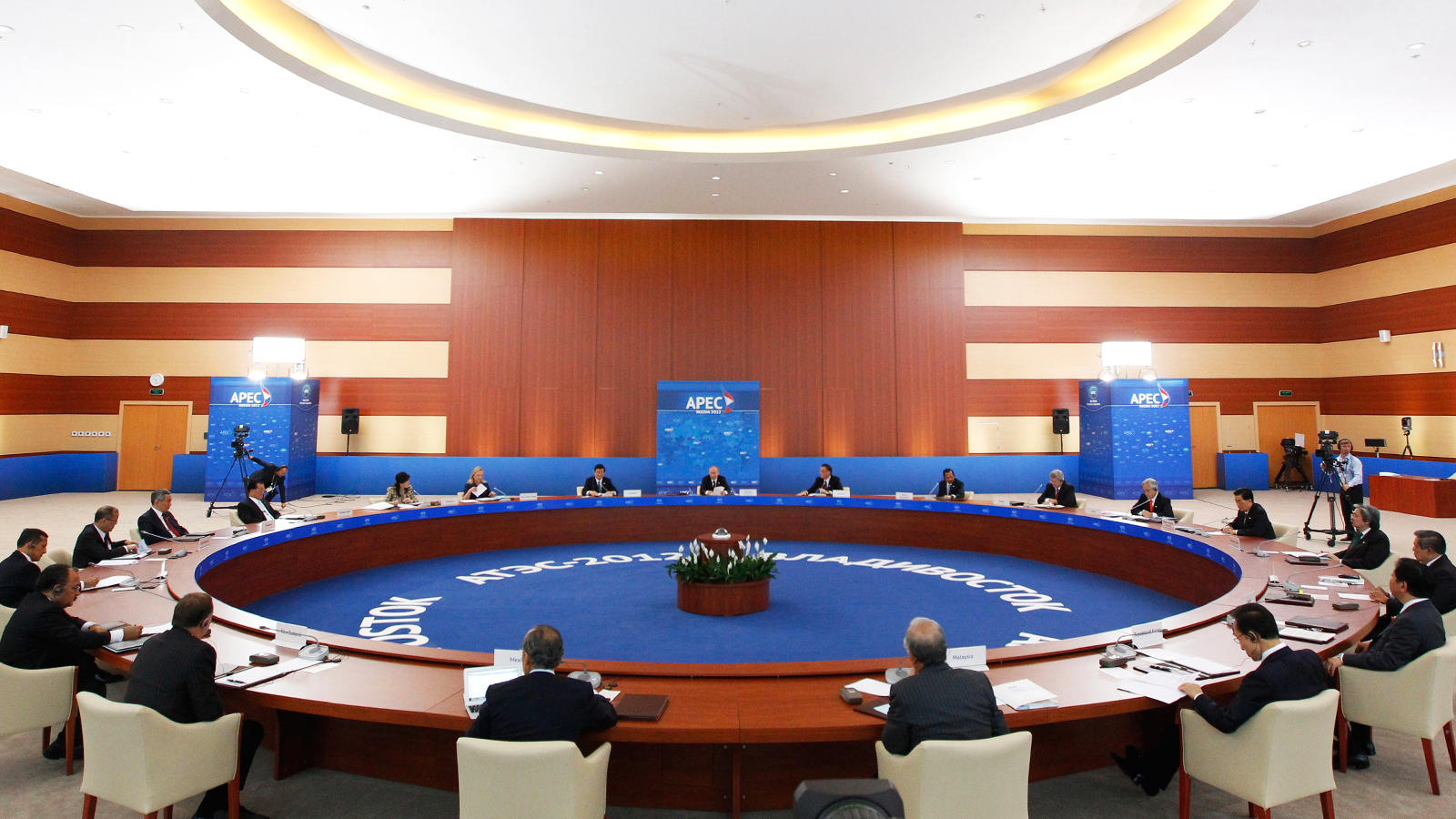
Рабочая сессия

Саммит АТЭС Владивосток-2012 (англ. APEC Vladivostok 2012) — двадцать четвёртая ежегодная встреча лидеров экономик АТЭС, которая проходила во Владивостоке с 2 по 9 сентября 2012 года. Саммит проходил на Русском острове, как было решено в 2007 году. Это был первый и пока единственный саммит АТЭС, который проходил в России.
Большая часть объектов саммита построена при кураторстве первого вице-премьера Правительства РФ И. И. Шувалова на Русском острове. Основными объектами саммита являются мосты Золотой и Русский, а также Дальневосточный федеральный университет.

## Проекты АТЭС 2012 во Владивостоке
- Мостовой переход на остров Русский через пролив Босфор Восточный (строительство завершено)[4]
- Мостовой переход через бухту Золотой Рог на автомагистрали, связывающей федеральную автомобильную дорогу М-60 «Уссури» (Хабаровск — Владивосток) с Русским островом (строительство завершено)
- Мост через Амурский залив — низководный мост, соединяющий полуостров Де-Фриз и полуостров Муравьёва-Амурского в районе микрорайона Седанка и являющийся частью автотрассы «пос. Новый — п-ов Де-Фриз — станция Седанка — бухта Патрокл» (строительство завершено)
- Дальневосточный федеральный университет
- Реконструкция международного аэропорта Кневичи (строительство завершено) и запуск аэроэкспресса
- Реконструкция автомагистрали аэропорт Кневичи — станция Санаторная — мостовой переход через бухту Золотой Рог (строительство завершено)
- Строительство автомобильной дороги пос. Новый — полуостров Де-Фриз — Седанка — бухта Патрокл с подъездами к мостовому переходу через пролив Босфор Восточный и мостовому переходу через бухту Золотой Рог (включая низководную эстакаду через Амурский залив) (строительство завершено)
- Приморский океанариум ДВО РАН (на полуострове Житкова на Русском острове)[5] (строительство завершено)
- Отель Hyatt «Корабельная набережная» категории 5 звёзд (строительство завершено как Vladivostok Grand Hotel & Spa[6])
- Отель Hyatt «Мыс Бурный» категории 5 звёзд (строительство ведётся)
- Строительство улично-дорожной сети Русского острова
- Конференц-центр на 6 тыс. мест (проектирование и строительство ведётся)
- Приморский театр оперы и балета
- Центр травматологии, ортопедии и эндопротезирования по ул. Можайского (строительство ведётся в рамках приоритетного национального проекта «Здоровье»)
- Строительство и реконструкция автодорог территории объектов саммита (строительство ведётся)
- Комплекс очистных сооружений Южного планировочного района в окрестностях бухты Промежуточной
- Комплекс очистных сооружений Центрального планировочного района в долине Второй речки (Бородинская)
- Комплекс очистных сооружений Северного планировочного района на полуострове Де-Фриз
- Реконструкция городских систем водоотведения и ливневой канализации
- Другие объекты АТЭС
- Журналистам будут предоставлены два специально пригнанных круизных лайнера «Принцесса» и корпуса Дальневосточного федерального университета, в котором состоится сам саммит.

Изначально подпрограммой «Развитие Владивостока как центра международного сотрудничества в АТР» было предусмотрено строительство некоторых других объектов, в частности нескольких гостиниц категории 4-5 звёзд, но из-за нецелесообразности эти проекты были отменены.
На заседании оперативного штаба ФГУ «Дальневосточная дирекция Министерства регионального развития РФ» по итогам 2010 года в новую редакцию подпрограммы «Развитие Владивостока как центра международного сотрудничества в АТР» дополнительно включено 19 объектов:
- Строительство подстанции 220 кВ «Зелёный угол» с заходами высоковольтной линии 220 кВ
- Строительство высоковольтной линии 220 кВ «Владивосток — Зелёный угол» (участок высоковольтной линии 220 кВ Артёмовская ТЭЦ — Зелёный угол)
- Строительство высоковольтной линии 220 кВ «Владивостокская ТЭЦ-2 — Зелёный угол — Волна»
- Строительство высоковольтной линии 220 кВ «Артёмовская ТЭЦ — Владивосток»
- Строительство и реконструкция распределительных сетей материковой части Владивостока, финансируемые за счёт тарифного источника, сформированного по методу RAB[8].
- Частичный перевод Владивостокской ТЭЦ-2 на сжигание природного газа
- Перевод Владивостокской ТЭЦ-2 и ТЦ «Северная» на сжигание природного газа
- Узел отбора и учёта газа в пункте Ботасино
- Строительство топливно-заправочного комплекса в аэропорту г. Владивостока Кневичи
- Строительство объектов системы нефтепродуктообеспечения Русского острова
- Обустройство Киринского газоконденсатного месторождения
- Газопровод БТК[неизвестный термин] Киринского газоконденсатного месторождения — газокомпрессорная станция Сахалин
- Газопровод межпоселковый от газораспределительной станции Владивостока до ТЭЦ-1 с отводом на котельную «Северную», Владивосток
- Организация интермодальных пассажирских перевозок по маршруту Владивосток — аэропорт Кневичи
- Комплексное освоение в целях жилищного строительства территории района Владивостока Зелёный угол
- Строительство судостроительной верфи «Восток-Raffles»
- Строительство судостроительной верфи «Звезда — D.S.M.E.»
- Редевелопмент территории 178 завода и Дальзавода во Владивостоке
- Строительство инженерного центра на Русском острове

## Критика
Сам факт, а также обстоятельства подготовки саммита АТЭС на Русском подвергаются резкой критике российской оппозицией. Критика вызвана, в частности, высокой стоимостью возводимых объектов инфраструктуры, в несколько раз превосходящей стоимость подобных объектов в других странах.

Вопрос — почему саммит стоит почти $10 млрд, в пять раз дороже, чем Олимпиада в Ванкувере? Ответ в том, что Путин решил провести саммит на острове Русский, где отсутствует инфраструктура, куда надо строить мост, сооружать объекты энергетики, гостиницы, прочее. И это на фоне обветшавшей инфраструктуры Владивостока с его разбитыми дорогами, запущенным коммунальным хозяйством, ветхим жилым фондом.
Одно только строительство двух мостов на остров Русский через бухту Золотой Рог и через пролив Босфор Восточный обойдётся более чем в $2 млрд. При этом суммарная длина мостов меньше трёх километров. Для сравнения: за $2 млрд китайцы построили Мост через залив Ханчжоувань длиной 35,6 километра, а аналогичный по длине мост во Франции обошёлся в €394 млн.
— «Путин. Итоги. 10 лет: независимый экспертный доклад»
Одновременно с мероприятиями Саммита АТЭС несистемная оппозиция провела 8 сентября так называемый «Антисаммит» За день до начала «Антисаммита» один из его организаторов, член федерального Совета Левого Фронта Николай Соснов был блокирован полицией в собственной квартире

### Разъяснения
Сравнения проведённые в брошюре некорректны, так как оба моста, китайский и французский, являются по сути не мостами, а виадуками. Поэтому в данном случае их длина ни о чём не говорит, с инженерной точки зрения строительство виадуков несложное дело. К примеру у китайского моста основной пролёт 448 метров, что составляет менее половины длины пролёта моста на о. Русский — 1104 м. Пилоны моста через пролив Босфор Восточный — 320 м, высота пилонов моста через залив Золотой Рог — 226 м. У французского моста пилоны разнятся от 77,56 м (вместе с мачтой — 164,56 м) до 244,96 м (вместе с мачтой — 331,96 м) и, соответственно, его возведение ожидаемо много дешевле.
При строительстве мостов Владивостока необходимо было учитывать климатические условия. Мостостроители успешно решили такие сложные проблемы: ветровые нагрузки до 51 м/сек на высоте 70 м, сейсмическая активность до 8,1 баллов по шкале MSK-64, сложная геология, низкие температуры до −31°С, возможное воздействие на островок и опоры нагрузок от навала судов водоизмещением до 66 000 тонн, толщина льда до 80 см. Французский же мост был построен из расчёта выдерживания ветровых нагрузок всего лишь 62 м/сек на высоте 250 м и сейсмической активности до 8,5 баллов по шкале Рихтера, что обусловило более низкую стоимость проекта.
Кроме того, общая длина мостов с эстакадами — более 5 километров, а не «меньше трех километров», как написано в брошюре Немцова-Милова.
Правильное сравнение мостов Владивостока может быть с близким по характеристикам с другим китайским мостом — мост «Сутун» через реку Янцзы, с длиной пролёта 1088 м, высотой пилонов 306 м и общей длиной 8206 м (т.е. этот мост немного уступает мосту на о. Русский). Стоимость строительства «Сутуна» — $1,7 млрд, что даёт стоимость строительства около $207 тыс. за метр, что менее чем в два раза дешевле, чем расходы на возведение обоих мостов острова Русский (по начальной оценке это $2,1 млрд за 5,1 км, что даёт около $403 тыс. за метр обоих мостов; более поздние оценки поднимают стоимость строительства до $3 млрд). Последние оценки строительства моста через пролив Босфор-Восточный, не включающие стоимость ремонта смытого полотна и устранения последствий пожара, составляют 32,2 млрд руб. за мост и 29 млрд руб. за дорогу к нему или $1 млрд долл. за 1104 м или $905767 (то есть около $1 млн) за 1 м моста.
В стоимость строительства моста на о. Русский также входит прокладка водовода и мощного электрического кабеля, что также является дорогостоящей и сложной инженерной задачей.
Строительство мостов — это одно из средств решить насущные проблемы развития Владивостока и восточных ворот Российской Федерации.
Первый вице-премьер Игорь Шувалов ответил на поступающую в адрес организаторов саммита критику, заявив, что ни одного объекта «потемкинской деревни» в Приморье построено не было.
По словам первого вице-премьера, показуха и «потемкинские деревни» — это когда за внешним фасадом нет ничего. А все, что было сделано в Приморье, «можно прийти пощупать — там можно либо работать, либо учиться». Все, что сделано — «это все готовые объекты, возведенные по самым современным технологиям… И все они — для людей».

## Итоги саммита
Завершившийся во Владивостоке саммит организации Азиатско-Тихоокеанского экономического сотрудничества (АТЭС) «удивил результативностью и оказался для России неожиданно удачным», отмечалось в прессе. По словам экспертов, традиционно форум АТЭС — это площадка для дискуссий и намётки планов, а не для принятия решений, однако российский саммит стал исключением. По итогам форума в мире заговорили о «восточном развороте» экономики РФ.
На площадке АТЭС-2012 встретились лидеры ведущих держав региона (Китая, России, США, Японии), между которыми было подписан ряд соглашений. Первый вице-премьер РФ Игорь Шувалов, отвечавший за подготовку форума, отметил, что саммит АТЭС во Владивостоке должен помочь смещению внешнеторгового баланса России в сторону азиатских стран.

## Финансовая экспертиза после саммита
Аудитор Счётной палаты Сергей Рябухин сообщил, что общий объём инвестиций в строительство объектов для саммита АТЭС составил 690 млрд руб., из них 239 млрд — бюджетные инвестиции, остальные средства — из внебюджетных источников. Средства были освоены целевым образом на 99 %. Он уточнил, что остальные деньги длительный срок находились на счетах подрядчиков, поэтому не могут быть пока засчитаны как освоенные. Речь прежде всего идёт о компаниях, задействованных в строительстве двух гостиниц класса «пять звезд» и театра оперы и балета.
В ноябре 2012 г. бывшему замминистра регионального развития РФ Роману Панову, занимавшему на тот момент должность председателя правительства Пермского края, предъявили обвинение в мошенничестве в особо крупном размере при подготовке к саммиту. По версии следствия, чиновник похитил бюджетные средства. Речь идёт о более чем 90 млн руб.: подозреваемые организовали победу в тендерах на инженерное сопровождение и страхование объектов подконтрольных фирм.
20 ноября 2012 г. подал в отставку руководитель Дальневосточной дирекции Минрегионразвития Олег Букалов.

## Оценки
Первый вице-премьер Игорь Шувалов высказывал мнение, что Дальневосточная дирекция Минрегионразвития, сотрудники которой подозреваются в хищении более 93 млн руб. бюджетных средств, была «лишним звеном». Чиновник поддержал проведение проверок в этом ведомстве и надеется, что виновные в хищениях будут осуждены. Если кто-то при выполнении проекта ворует — «всех в тюрьму», подчеркнул Шувалов.
«Были потрачены огромные средства федерального бюджета, региональные, муниципальные средства, средства компаний „Газпром“, „Роснефть“ — в совокупности это огромная инвестиционная программа. Сейчас мы видим, что были нарушения. Но каждый должен заниматься своим делом: МВД, прокуратура, Следственный комитет, Счетная палата», — заявил первый вице-премьер.
После завершения саммита директор Центра поддержки региональных инициатив НИУ ВШЭ Иван Огнёв назвал Игоря Шувалова «организатором путинских побед во Владивостоке, в том числе саммита АТЭС в 2012 году, которые до неузнаваемости изменили город и местный менталитет».